# Рыков, Александр Максимович
Алекса́ндр Макси́мович Ры́ков — переводчик коллегии иностранных дел (с 1766 г.), учитель русского языка детей императора Российской империи Павла I (с 1783 г.) и член комиссии об учреждении народных училищ (с 1781 г.). Составил: «Азбуку, или Руководство, ведущее к удобному изучению российского чистописания» (Санкт-Петербург, 1787); «Забавный вечерок» (СПб., 1790) и «Тестиаду, или Чтение для пользы и удовольствия» (СПб., 1806—1807).